# Будинок інституту Державного автомобільного транспорту України
Будинок інституту Державного автомобільного транспорту України — 17-поверховий, 70-метровий хмарочос в Києві. 
Збудований в 1975 році. Це був перший офісний хмарочос міста. Наразі будівля використовується як інститут Державтотрансу. 
В свій час будинок був другим за висотою у Києві (після готелю «Київ»).

## Історія
Київський 70-метровий хмарочос спорудили в 1975 році, і будівлю одразу почали використовувати як головний інформаційно-обчислювальний центр Міністерства автомобільного транспорту УРСР та науково-дослідні інститути ДерждорНДІ і Державтотранс-НДІпроект. 
Наразі будівля використовується як інститут Державтотрансу.
З часом на даху будинку розмістили декілька антен.

## Архітектура

План будівлі

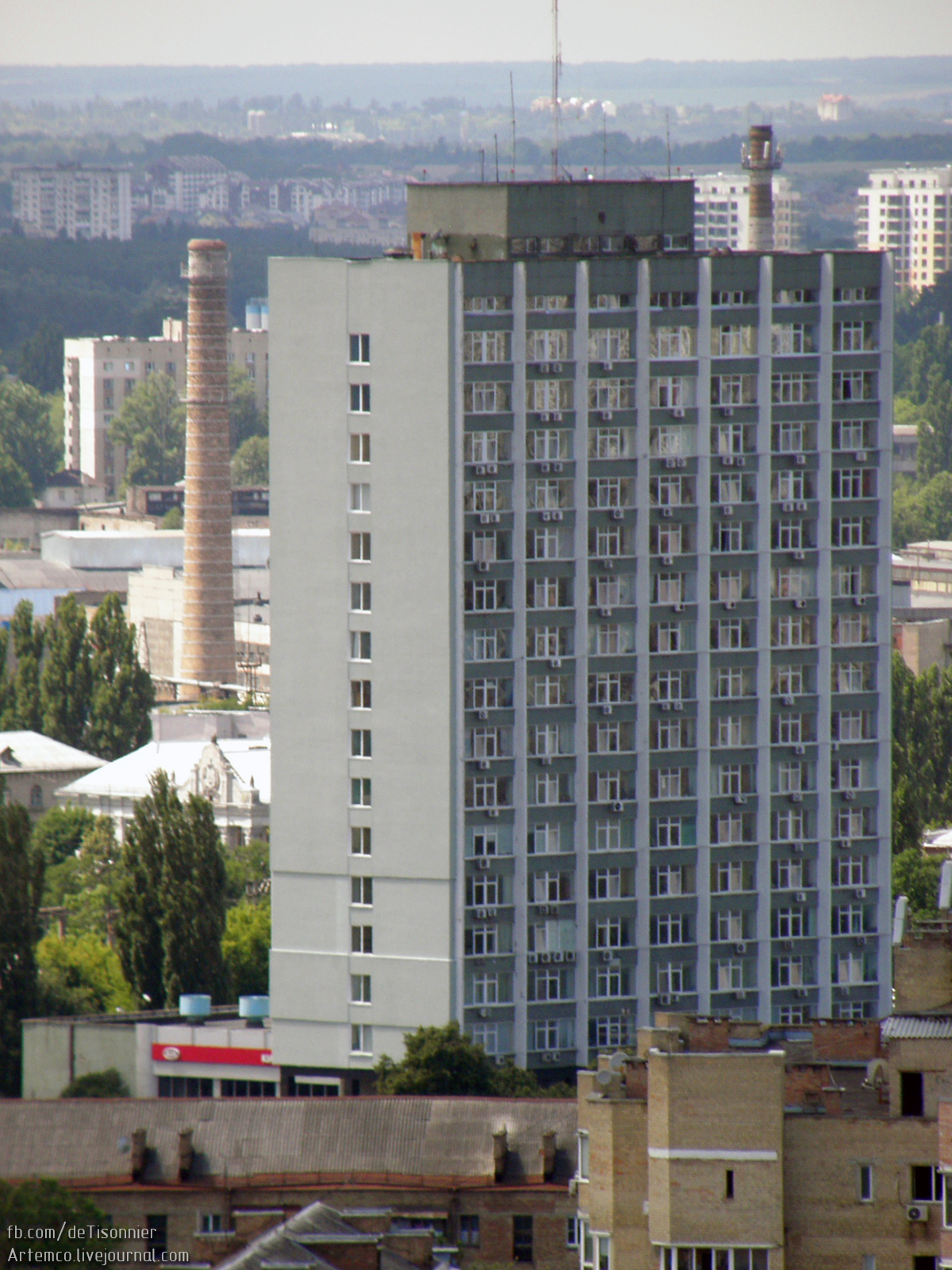
вид з північного сходу

В першій частині, розвинутої навкруги внутрішнього світового подвір'я, розміщені вестибюль, зал засідань на 500 місць, виставковий зал, фоє, їдальня і лабораторія з важким обладнанням. 
Лабораторії з легким обладнанням і адміністративні приміщення розміщені у висотній частині корпусу. Загальна корисна площа поверхів всієї споруди — 10 000 м². 
Перший та другий поверхи — із монолітного залізобетонного каркаса зі збірними панелями перекриттів; з третього по сімнадцятий — уніфікований каркас.

## Джерело
- Архітектура УРСР